# Simon Magus

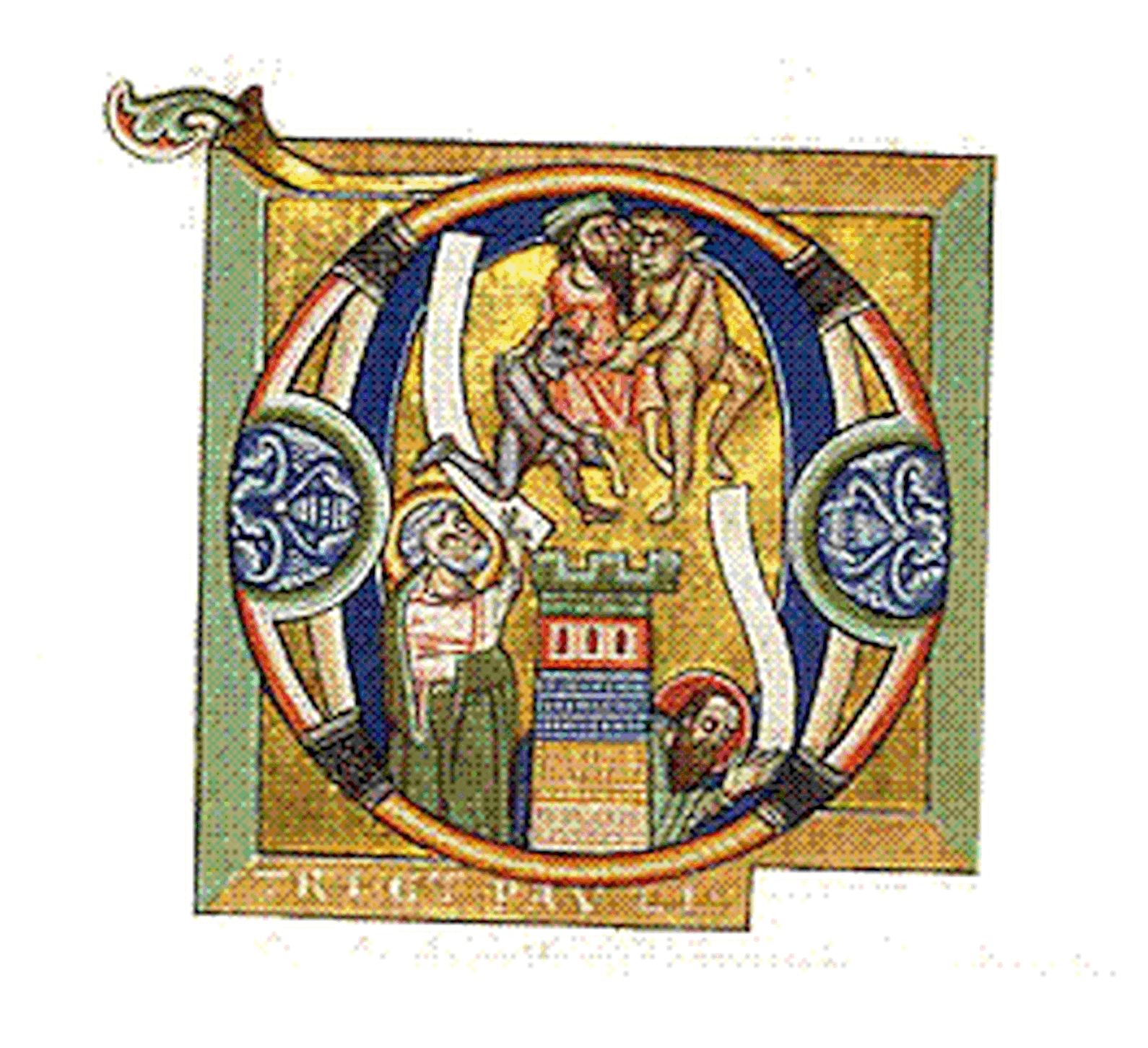
Der Fall des Simon Magus (unbekannter Künstler), Hildesheim, 1170

Simon Magus (auch Simon der Magier, Simon von Samarien oder Simon von Gitta; † 65 in Rom) gilt als erster Häretiker der Kirche. Das Wenige, das über ihn bekannt ist, stammt aus christlichen Quellen, meist Polemiken gegen Gnostiker. Demzufolge war er ein Samaritaner, der von seinen Anhängern als „die große Kraft Gottes“ oder „Gott in menschlicher Gestalt“ (θεῖος ἀνήρ theios aner) verehrt wurde. Von seinem Namen ist der Begriff Simonie für Ämterkauf abgeleitet.

## Die Quellen
Die Gestalt des Simon erscheint in der Apostelgeschichte, bei den Kirchenvätern (Irenäus, Justin der Märtyrer, Hippolyt von Rom) sowie in den apokryphen Petrusakten und den Pseudo-Klementinen. Dort werden so sehr unterschiedliche Bilder von ihm entworfen, dass fraglich ist, ob alle dieselbe Person meinen oder ob sein Name nur die Projektionsfläche für die Verurteilung abweichender theologischer Richtungen bildet. Die großkirchliche Literatur ist vor allem an Abgrenzung interessiert, so dass ihre Darstellung wahrscheinlich verzeichnend und polemisch ist.

### Apostelgeschichte
Der früheste Hinweis auf Simon findet sich in der wohl nach 70 entstandenen Apostelgeschichte (Apg 8,9–24 ), die von einem Simon Magus in Sebaste in Samaria berichtet. Er soll demnach ekstatische Wirkungen ausgelöst haben und von seinen Anhängern als eine „Kraft Gottes, die … große“ verehrt worden sein. Beeindruckt vom Apostel Philippus ließ er sich taufen. Als Petrus und Johannes nach Samaria kamen und über den Gläubigen beteten, der Heilige Geist möge auf sie kommen, bot Simon ihnen Geld für die Macht, den Heiligen Geist auf andere herabzurufen. Daran knüpft die Bezeichnung Simonie für den Handel mit kirchlichen Ämtern an. Petrus wies das Ansinnen des Simon zurück, tadelte ihn dafür und forderte ihn auf, um Vergebung für seine Sünde zu beten.
Der Apostelgeschichte zufolge war Simon ein Magier und eine von den Samaritanern zum Christentum konvertierte Person, der von Philippus dem Evangelisten getauft wurde, Apg 8,9–25 .

### Justin
Justin der Märtyrer († 165) schildert Simon als einen von seinen Anhängern religiös verehrten Mann zur Zeit des Claudius (41–54). Er sei mit einer Helena unterwegs gewesen, die er aus einem Bordell befreit habe und die von seinen Anhängern als göttliche Teilinstanz mit dem Namen „Erster Gedanke“ verehrt werde. Justin berichtet von einer hauptsächlich aus Samaritanern bestehenden römischen Gemeinde Simons. Darüber hinaus weiß er von einer Simon geweihten Statue auf der Tiberinsel. 1574 wurde eine Statue auf der Insel entdeckt, diese war jedoch dem römischen Schwurgott Semo Sancus geweiht, welcher wahrscheinlich mit Jupiter identifiziert wurde. Es könnte sich dabei durchaus um das von Justin erwähnte Bild des Simon handeln.

### Irenäus von Lyon
Während die Apostelgeschichte nur vom Magier Simon, aber von keinem Lehrsystem weiß, hat nach Irenäus von Lyon die „fälschlich so genannte“ Gnosis mit Simon begonnen. In Gegen die Häretiker (Buch 1 aus den Pseudo-Clementinen) schrieb er, Simon habe den Anspruch erhoben, ein Messias (Christus) zu sein und gekommen zu sein, um den (weiblichen) „ersten Gedanken“ Ennoia aus der Materie zu erlösen. Dieser „Erste Gedanke“ sei in niedere Regionen herabgestiegen und habe Engel und Mächte erschaffen. Diese hätten sich aus Neid gegen Ennoia-Helena aufgelehnt und die Welt für sie als Gefängnis geschaffen, in dem sie in einem weiblichen Leib gefangen liegen müsste. Mehrere Reinkarnationen hindurch blieb sie in der Welt gefangen, nahm u. a. in Helena von Troja Gestalt an, bis sie als Prostituierte in der phönizischen Stadt Tyrus durch Gott, der in Gestalt des Simon Magus herabgestiegen war, erlöst wurde. Diese von den Engeln geschaffene Welt sei dem Verderben preisgegeben. Nur wer an Simon und an Helena glaube, könne mit ihnen in die höheren Regionen zurückkehren.

### Die apokryphen Petrusakten

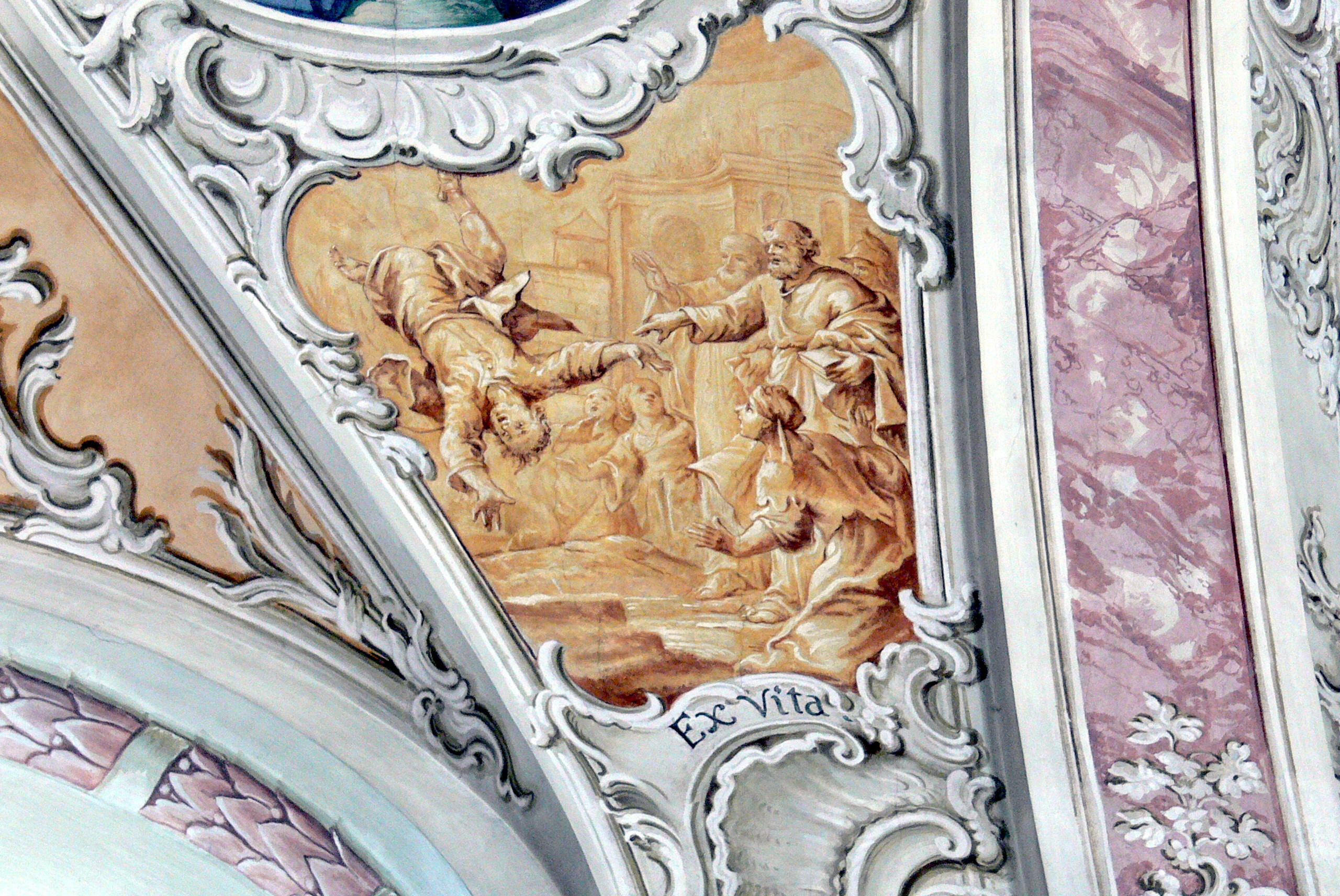
Sturz des Simon Magus, Fresko (1768) in Söll (Tirol)

Die vermutlich Ende des zweiten Jahrhunderts in Kleinasien entstandenen apokryphen Petrusakten schildern eine Legende über den Tod des Simon Magus. Simon übt auf dem Forum Zauberei vor dem römischen Kaiser Claudius. Um seine Göttlichkeit zu beweisen, erhebt sich Simon in die Luft. Der Apostel Petrus betet, Gott solle dem Geschehen Einhalt gebieten:

„Doch möge er nicht sterben, sondern bloß unschädlich gemacht werden und sich den Schenkel an drei Stellen brechen. Und Simon stürzte vom Himmel und brach sich den Schenkel an drei Stellen. Da warfen alle Steine auf ihn und gingen heim und vertrauten von nun an Petrus.“

Offenbar war es den Autoren der Petrusakten nicht bekannt, dass der im antiken Griechenland und im alten Israel praktizierte Brauch der Steinigung in Rom unvorstellbar war. Das dramatische Bild des levitierten und über Rom abstürzenden Simon entfaltete jedoch eine große Wirkung und wurde in mittelalterlicher Kunst häufig dargestellt.
Zwischen Simon Magus und Dositheus von Samaria gab es eine komplexe Verbindung, beide waren in der religiösen Landschaft des antiken Samaria bedeutsam und beeinflussten die Entwicklung gnostischer und christlicher Ideen, wobei ihr Verhältnis von einer Lehrer-Schüler-Dynamik bis hin zu einer Rivalität reichte. Einige Quellen, wie die apokryphen Acta Petri et Pauli und andere gnostische Schriften, deuten darauf hin, dass Dositheus ein Schüler oder sogar ein Nachfolger von Simon Magus war. Andere Quellen stellen die beiden als konkurrierende religiöse Führer dar, die unterschiedliche Lehren vertraten, obwohl ihre Überzeugungen oft sehr ähnlich waren.

### Hippolyt von Rom
Hippolyt von Rom liefert in den Philosophumena eine komplexe Darlegung des Simonianismus, einschließlich seines Systems göttlicher Emanationen und Deutungen des Alten Testaments. Wahrscheinlich liegt dieser Darstellung eine spätere Gestalt des Simonianismus zugrunde, während ihre ursprünglichen Lehren schlichter und der Darstellung des Justin und Irenäus ähnlicher waren.

### Pseudoklementinen
In dem etwa im 4. Jahrhundert entstandenen anti-gnostischen pseudoklementinischen Roman ist Simon Magus als Gegenspieler des Petrus und dessen jugendlichen Schülers Klemens die Verkörperung der gnostischen Irrlehre und der „falsche Prophet“.
Über Simon wird berichtet, dass er aus Samarien stammte und sich in Alexandria griechische Bildung und Zauberkunst aneignete, nachdem er Schüler des Täufers Johannes gewesen war. Helena begleitete ihn als „Sophia“, d. h. als personifizierte Weisheit. Simons Disputationen mit Petrus bestimmen über weite Teile die Handlung. In ihnen vertritt Simon die in der Gnosis vorherrschende dualistische Lehre vom „Inneren Licht“ sowie der von einem bösen und ungerechten Gott geschaffenen Welt als deren Gefängnis, aus der nur er, die „oberste Kraft Gottes“, befreien könne. Petrus hält dagegen, dass die Schöpfung, weil vom guten, gerechten Gott geschaffen, sehr wohl gut sei und der Mensch als Ebenbild Gottes frei entscheiden könne. Mit Zitaten aus der Bibel überführt er Simon als falschen Propheten. Als Simon merkt, dass er Petrus nicht besiegen kann, flieht er.
Bei der Figur des Simon in den Pseudoklementinen handelt es sich weniger um eine historische Person als vielmehr um das Klischee eines Ketzers. Seine Geschichte ist als Gegenbild zum wahren Propheten Jesus Christus und seines Jüngers Petrus konstruiert, passend zur Theologie des Buches, dass alles seine „Syzygie“, also sein Gegenteil, besitze.

## Der historische Simon Magus und der Simonianismus
Sowohl über den historischen Simon als auch über seine Lehre und Anhänger ist so gut wie nichts bekannt. Den Quellen kann man entnehmen, dass es sich bei ihm um einen Magier der Gnosis handelte. Die früheste Quelle, die Apostelgeschichte, berichtet allerdings nichts von seinem gnostischen Anspruch eines Erlösers, der die in Knechtschaft geratene Weltseele (bei Simon die „Mutter des Alls“) durch seinen „Ruf“ zu befreien vermochte und mit Befreiung der Helena unter Beweis stellt.
Das System simonianischer Gnosis, wie es am Ende des 2. Jahrhunderts belegt ist, zeigt sich als Konkurrenzbildung zum beginnenden Christentum, was zum in der Apostelgeschichte berichteten Ausschluss und Nachrichten über Simons Aufenthalt in Rom passt. Es richtete sich an Christen und Nichtchristen, nahm Einflüsse des Vulgärplatonismus (gefangene, wandernde Weltseele) auf, integrierte römische religiöse Bräuche (Verehrung einer Statue der – dem Haupt des Zeus entsprungenen – Athena als Helena) und enthält die Vorstellung göttlich personifizierter weiblicher Weisheit des hellenistischen Judentums (Buch der Weisheit, AT).
Mit „Magier“ wurden in der zoroastrischen Religion auch deren Priester bezeichnet.
Dabei ist „Magier“ oder „Mager“ (persisch مغ, DMG muġ bzw. moġ), ein Wanderwort altiranischer Herkunft, seit dem 4. Jahrhundert v. Chr. eine allgemeine Bezeichnung für einen zoroastrischen Priester (siehe auch Elymas).